# 小松原一男
小松原 一男（こまつばら かずお、1943年12月24日 - 2000年3月24日）は、日本の男性アニメーター、キャラクターデザイナー。亡くなるまで、有限会社オープロダクション取締役。
1970年代から1980年代の東映動画作品を代表するキャラクターデザイナーとして活躍。東映動画の社員ではなく、テレビアニメ時代を迎えた東映動画を支えた、外注プロダクションの生え抜き第1世代にあたる。
功績を讃えられ、故人として東京国際アニメフェア2008で功労賞を受賞。

## 生い立ち
神奈川県横浜市出身。幼稚園児の頃から絵を描くのが好きだったが、最初は漫画家などになろうといった気持ちは無かったという。中学生時代はテニス部で活動。中学卒業後、横浜市立横浜工業高等学校の定時制に通いながら、三菱電機で電気器具の塗装の仕事に就く。松竹映画スター肖像画コンクールに応募して入選するなど、かねてから絵で身を立てたいと祈願し、横山隆一のアニメ制作スタジオ「おとぎプロ」を見学したり、手塚治虫の虫プロダクションの入社試験を受けたりした末に、1964年に東映動画のアニメーター養成機関だった大森分室へ入所する。
1期生は研修を終えると東映動画へ入社したが、小松原ら2期生の4人は大森分室に残り、大森分室は「チルドレンズ・コーナー」として独立。スタジオを主宰する山本善次郎は東映動画の創立メンバーで、「チルドレンズ・コーナー」は自然と東映動画系の外注スタジオという位置付けになった。東映動画初のテレビアニメ『狼少年ケン』の動画で小松原はデビュー。このとき仕事をともにした月岡貞夫らから触発されたと、後に語る。

## 仕事歴
虫プロダクションやTCJなど他社の作品もこなしながら、『魔法使いサリー』で原画に昇格。1968年に朝日フィルムへ、1969年にハテナプロへとスタジオを移り、同年の『タイガーマスク』で初の作画監督を経験。『タイガーマスク』は小松原にとって初の劇画調の作品であり、初期の代表的な仕事と評価されている。ハテナプロは分裂する形で解散し、1970年に小松原は、村田耕一、米川功真、才田俊次らと作画スタジオオープロダクションを設立。オープロダクションは、東映動画や東京ムービー、日本アニメーションの作品を手がけたが、小松原はもっぱら東映動画作品に参加した。しかし、メイプルタウン物語（1986年）を手がけて以降、東映動画作品を手がけることはほとんどなくなりトライアングルスタッフ制作の作品の参加に移行した。
1972年の『デビルマン』を始めとして、『ゲッターロボ』(1974年)、『ゲッターロボG』（1975年）、『UFOロボ グレンダイザー』（1975年）、『マグネロボ ガ・キーン』（1976年）と東映動画で永井豪原作のテレビアニメのキャラクターデザインを次々と任された。1987年からのマンガ版を元にした『デビルマン』をリメイクしたオリジナルビデオアニメでは、再びキャラクターデザインと作画監督を務めている。
『宇宙戦艦ヤマト』でブームを巻き起こしていた松本零士作品のキャラクターデザインを担当するようになり、1978年のテレビアニメ『宇宙海賊キャプテンハーロック』、1979年のアニメ映画『銀河鉄道999』を担当。松本キャラクターに挑んだアニメーターの中では小松原が一番の人気を得て、アニメ雑誌の表紙やページを小松原のイラストがしばしば飾った。同時期の東映動画作品のキャラクターデザイナーでは荒木伸吾も人気を博していたが、東京ムービー作品も手がけた荒木に対して、小松原は東映動画を仕事の中心としていた。松本作品でコンビを組んだりんたろう監督とは、その後も『がんばれ元気』（1980年）で仕事をし、小松原自身の遺作であるアニメ映画『メトロポリス』もりんたろう監督作品だった。
永井豪や松本零士といった男性向けの作品ばかりでなく、『ミラクル少女リミットちゃん』（1973年）、『はーいステップジュン』（1985年）といった少女向け作品のキャラクターデザインも担当している。宮崎駿に請われて参加し、作画監督としてクレジットされた1984年のアニメ映画『風の谷のナウシカ』は、監督の宮崎駿が総作画監督的な役割を兼ねており、作画面では補佐的な立場だったが、東映動画の長編時代全盛期を知らない小松原にとって、宮崎から学ぶことは多かったという。
小松原のオリジナルキャラクターでは、J9シリーズと呼ばれた国際映画社の一連の作品もあった。
オープロダクションは下請けにとどまらず、高畑勲を監督に迎え、宮沢賢治原作の『セロ弾きのゴーシュ』を7年かけて自主製作して1982年に公開する気概を見せた。小松原はこの作品で企画を担当している。

## 晩年
1990年代後半に胃潰瘍で倒れてからは、テレビアニメから退いて、劇場アニメやOVAの仕事に比重を移した。『メトロポリス』では参加したアニメーターの中で最も多くのカットを描き残したが、完成を見ることなく2000年3月24日に頚部悪性腫瘍で死去した。
2008年、功績を讃えられ東京国際アニメフェア2008で功労賞を受賞。

## 主な参加作品

### テレビアニメ
- 狼少年ケン（1963年 - 1965年）動画
- おそ松くん（1966年 - 1967年）作画
- レインボー戦隊ロビン（1966年 - 1967年）作画
- 魔法使いサリー（1966年 - 1968年）原画
- 巨人の星（1969年 - 1971年）原画
- ひみつのアッコちゃん（1969年 - 1970年）作画
- タイガーマスク（1969年 - 1971年）作画監督
- キックの鬼（1970年 - 1971年）作画監督
- ゲゲゲの鬼太郎（1971年 - 1972年）作画監督
- 原始少年リュウ（1971年 - 1972年）キャラクター設計[2]・作画監督
- デビルマン（1972年 - 1973年）キャラクターデザイン、作画監督
- ミクロイドS（1973年）作画監督
- キューティーハニー（1973年 - 1974年）原画、作画監督
- ミラクル少女リミットちゃん（1973年 - 1974年）キャラクターデザイン、作画監督
- ゲッターロボ（1974年 - 1975年）キャラクター設計、作画監督
- ゲッターロボG（1975年 - 1976年）キャラクター設計、作画監督
- UFOロボ グレンダイザー（1975年 - 1976年）キャラクターデザイン、作画監督、原画
- マグネロボ ガ・キーン（1976年 - 1977年）キャラクターデザイン、作画監督
- 超人戦隊バラタック（1977年 - 1978年）キャラクターデザイン、作画監督
- アローエンブレム　グランプリの鷹（1978年）作画監督
- 宇宙海賊キャプテンハーロック（1978年 - 1979年）キャラクター設計[3]、作画監督
- 銀河鉄道999（1979年 - 1980年）作画監督、総作画監修
- がんばれ元気（1980年 - 1981年）キャラクター設計、作画監督
- 銀河旋風ブライガー（1981年 - 1982年）キャラクターデザイン
- Dr.スランプ アラレちゃん（1981年）第30話作画監督
- 吾輩は猫である（1982年）キャラクターデザイン、作画監督
- わが青春のアルカディア 無限軌道SSX（1982年 - 1983年）チーフアニメーター
- 銀河烈風バクシンガー（1982年 - 1983年）キャラクターデザイン[4]
- ベムベムハンターこてんぐテン丸（1983年）作画監督
- 銀河疾風サスライガー（1983年 - 1984年）キャラクターデザイン
- とんがり帽子のメモル（1984年 - 1985年）作画監督
- はーいステップジュン（1985年 - 1986年）キャラクターデザイン、作画監督
- メイプルタウン物語（1986年）原画、作画監督
- 新メイプルタウン物語 パームタウン編（1987年）作画監督
- 平成天才バカボン（1990年）原画
- リトルツインズ  (1992年) キャラクターデザイン、総作画監督
- 機動戦艦ナデシコ（1996年 - 1997年）原画

### 劇場アニメ
- グレートマジンガー対ゲッターロボ（1975年）作画監督
- グレートマジンガー対ゲッターロボG 空中大激突（1975年）作画監督
- UFOロボ グレンダイザー対グレートマジンガー（1976年）作画監督
- 銀河鉄道999（1979年）キャラクターデザイン・作画監督
- 地球へ…（1979年）原画
- さよなら銀河鉄道999 アンドロメダ終着駅（1981年）キャラクターデザイン・作画監督
- わが青春のアルカディア（1982年）キャラクターデザイン・作画監督
- 風の谷のナウシカ（1984年）作画監督
- メイプルタウン物語（1986年）作画監督
- がんばれスイミー（1986年）制作協力
- はれときどきぶた（1988年）作画監督
- リトルツインズ ぼくらの夏が飛んでいく（1992年）作画監督
- 海だ！船出だ！にこにこぷん（1990年）作画監督
- ユンカース・カム・ヒア（1995年）キャラクターデザイン・作画監督
- KAZU&YASU ヒーロー誕生（1995年）キャラクターデザイン・作画監督
- チャイニーズ・ゴースト・ストーリー スーシン（1997年）キャラ設定・作画監督
- 蓮如物語（1998年）キャラクターデザイン・作画監督
- 名探偵コナン 14番目の標的（1998年）原画
- メトロポリス（2001年）原画

### OVA
- デビルマン 誕生編（1987年）キャラクターデザイン
- デビルマン 妖鳥死麗濡編（1990年）キャラクターデザイン・作画監督
- CBキャラ 永井豪ワールド（1990年 - 1991年）キャラクターデザイン・作画監督
- ゲキ・ガンガー3 熱血大決戦!!（1998年）原画